# Pravda (dziennik)
Pravda – słowacki dziennik. Został założony w 1920 roku.
Gazetę założyli działacze Czechosłowackiej Socjaldemokratycznej Partii Robotniczej. Pierwszy numer wydany został 15 września 1920 roku w Rużomberk pod tytułem Pravda Chudoby. Redaktorem naczelnym został Rudolf Minárik. Od maja 1921 roku tytuł stał się oficjalnym medialnym ramieniem powołanej na kongresie w Turčiansky Svätý Martin Komunistycznej Partii Czechosłowacji. Stanowisko redaktora naczelnego objął wówczas Július Verčík.
Pravda Chudoby była początkowo tygodnikiem. W 1924 roku jej tytuł został skrócony. 4 września tego roku ukazał się pierwszy numer pod nową nazwą: Pravda. Od 1 października 1925 roku gazeta ukazuje się codziennie.

## Redaktorzy naczelni
- Rudolf Minárik (1920–1921)[2]
- Július Verčík (1921–1924)[2]
- Klement Gottwald (1924–1926)[2]
- Ladislav Novomesky (1926–1929)[2]
- Július Šefránek (1929–1933)[2]
- Eduard Friš (1947–1951)[2]
- Andrej Nedvěd (1951–1953)[2]
- Miloš Marko (1953–1958)[2]
- Ondrej Klokoč (1958–1968)[2]
- Mária Sedláková (1968)[2]
- Bohuš Trávniček (1969–1987)[2]
- Štefan Bachár (1987–1989)[2]
- Peter Sitányi (1989–1995)[2]
- Marián Leško (1995)[2]
- Vladimír Jancura 1995–1996)[2]
- Pavol Minárik (1 marca 1996–2001)[2]
- Petr Šabata (2001–2009)[2]
- Juraj Porubský (2009–2010)[2]
- Nora Sliškova (2010–2020)[2]
- W 2020 roku funkcję redaktora naczelnego objął Jakub Prokeš[3].